# Pseudocillimus major
Pseudocillimus major là một loài tò vò trong họ Ichneumonidae.